# Sneeuwen
Sneeuwen is een duet van de Nederlandse zanger Daniël Lohues en cabaretier Herman Finkers. Op de B-kant staat Umdat 't kerstmis is van Lohues.

## Hitnotering

### NederlandseSingle Top 100
| Hitnotering: 19-12-2009 t/m 09-01-2010 | Hitnotering: 19-12-2009 t/m 09-01-2010 | Hitnotering: 19-12-2009 t/m 09-01-2010 | Hitnotering: 19-12-2009 t/m 09-01-2010 | Hitnotering: 19-12-2009 t/m 09-01-2010 | Hitnotering: 19-12-2009 t/m 09-01-2010 |
| Week                                   | 01                                     | 02                                     | 03                                     | 04                                     | 05                                     |
| -------------------------------------- | -------------------------------------- | -------------------------------------- | -------------------------------------- | -------------------------------------- | -------------------------------------- |
| Nummer                                 | 33                                     | 30                                     | 67                                     | 99                                     | uit                                    |